# Emir Hot
Emir Hot (Tuzla, 23. veljače 1978.), gitarist iz Tuzle. Živi u Dubrovniku. Uspjehe ostvario u Londonu.

## Životopis
Rođen u Tuzli 1978. godine. Glazbeno znanje je skupljao od rodne Tuzle preko Bostona i prestižnog Berkely College of Music.
U rodnom gradu svirao je u sastavu Neon Knights. Krajem ’90-ih član novog gradskog hard rock/heavy metal benda Southern Storm, formiranog prosinca 1998. godine. Bez velike medijske potpore, pročulo se po BiH da za sjajnu svirku "tamo neke ekipe iz Tuzle". Svirali su na prvome Heineken Music Festu u Zenici 2001., pobijedili i u festivalskoj produkciji objavili album ”1999”. Hot je odlučio pokušati nešto novo i napustio je bend.
U Londonu je pobijedio na natjecanju The Guitar Hero UK 2005. godine. U Londonu je na prestižnom Gitarskom institutu pri Sveučilištu Doline Temze (Thames Valley University) diplomirao modernu glazbu.  Ljeta 2015. pridružio se privremeno bendu Brkovi čiji je gitarist Prasac slomio prst. S njime u postavi snimili su uspješni album Torzo Dade Topića. Po povratku originalnog člana, Brkovi su nastavili svirati u staroj postavi.
U karijeri sudjelovao je u preko 300 projekata u svezi s različitim glazbenim stilovima (rock, tradicionalna glazba, folk, pop, blues, glazba za film i glazba za kazalište). U sesijskim projektima je sudjelovao i kao gitarist, te kao skladatelj i aranžer. Sudionik brojnih glazbenih radionica i humanitarnih projekata. Objavio sedam albuma. Solistički album je Sevdah metal u izdanju matične kuće „Lion Music“ iz Finske 2008. godine. Osnovao je edukacijski gitarski webportal live4guitar.com. Suradnik mnogih priznatih svjetskih i domaćih glazbenih umjetnika. Bio je gost na gitari na albumima izvođača iz BiH i susjednih zemalja (Crvena jabuka, Giuliano, Brkovi, Dean Clea, Mostar Sevdah Reunion...). Uradio je nekoliko pjesama i aranžmana za manje poznate pjevače. Objavio u Srbiji heavy metal album Dean Clea & Emir Hot ”The Quarterworlds of Fantasia”. Svirao u Vivaldi Metal Project.

## Vanjske poveznice
- Discogs
- Facebook
- MySpace
- Emirhot.com